# 萊姆斯通鎮區 (伊利諾伊州坎卡基縣)
萊姆斯通鎮區（英語：Limestone Township）是位於美國伊利諾伊州坎卡基縣的一個行政鎮區。

## 地方資料
根據2010年美國人口普查的數據，萊姆斯通鎮區的面積為107.30平方千米，當中陸地面積為104.60平方千米，而水域面積為2.70平方千米。當地共有人口4877人，而人口密度為每平方千米45.45人。